# 流浪者之歌 (小提琴作品)
《流浪者之歌》（德語：Zigeunerweisen）, 作品20，是西班牙作曲家帕布罗·德·萨拉萨蒂于1878年完成的一首管弦乐队伴奏小提琴曲，同年在在德国莱比锡首演。音乐主题与罗姆人有关，并在最后一节使用了查尔达什的旋律，这部分的音乐主题与李斯特在1847年完成的匈牙利狂想曲第13号使用的主题相同。协奏曲分为三个乐章，演奏时间约八分钟。
此曲是萨拉萨蒂流传最广的小提琴作品，并在小提琴演奏家中大受欢迎，从1904年萨拉萨蒂本人的录音开始，留下了很多早期录音记录。

## 大眾文化
此曲第一樂章在一些影视作品、綜藝節目及廣告中作為配樂使用，以有效地襯托出令人震驚的悲慘場景。包括周星驰的电影《功夫》中阿星與包租婆追逐的场面，日本导演铃木清顺执导的电影《流浪者之歌》之标题与其中的数曲背景音乐就源于此曲。
羽生結弦、張圓圓、申雪、趙宏博、友野一希等知名花式滑冰運動員常使用這部作品做為比賽時的配樂。